# Axolemm
Das Axolemm oder Axolemma (von altgr. ἄξων axon 'Achse' und εἴλημα eilema 'Tuch'), seltener Mauthnersche Scheide genannt, ist die Fortsetzung der Zellmembran im Bereich des Axon genannten Fortsatzes von Nervenzellen.
Das Axolemm, die das Axoplasma umgebende Biomembran, ist grundsätzlich ähnlich aufgebaut wie die übrige Zellmembran einer Nervenzelle. Spezifische Membranregionen längs des Axons finden sich in der Regel im Anfangsabschnitt als dem Initialsegement, wo Aktionspotentiale initiiert werden, und im Endabschnitt als der Axonterminale, wo zumeist eine präsynaptische Endigung beispielsweise als Endknopf ausgebildet ist.
In der mittleren Verlaufstrecke zeigt die Nervenzellmembran bei Axonen, die eine Myelinscheide tragen, einen im Wechsel von Internodium zu Ranvier-Schnürring alternierenden Aufbau infolge der besonderen Art der Weiterleitung von Aktionspotentialen. So wird im Bereich der Ranvierschen Knoten ein nodales Axolemm unterschieden, das sich durch seinen dichten Besatz mit Natrium-Kanälen auszeichnet (die hier für die saltatorische Erregungsleitung notwendig sind). Im internodalen Axolemm kommen diese Kanäle dann nur spärlich vor.